# Heilig Hartbeeld (Schiedam)
Het Heilig Hartbeeld is een standbeeld in de Nederlandse stad Schiedam, in de provincie Zuid-Holland.

## Achtergrond
In 1881 werd de Rozenkranskerk in gebruik genomen. In 1931 werd, ter gelegenheid van het vijftigjarig bestaan, bij de kerk een Heilig Hartbeeld opgericht. Het werd onthuld door bisschop Theelen.

## Beschrijving
Het beeld toont een staande Christusfiguur, gekleed in een lang, gedrapeerd gewaad. Hij houdt zijn beide handen zegenend geheven. Op zijn borst is het vlammende Heilig Hart zichtbaar, bekroond door een kruisje en omgeven door een doornenkroon. Het beeld staat op een hoge, enigszins taps toelopende sokkel.